# St. Johann Baptist (Wuppertal-Barmen)

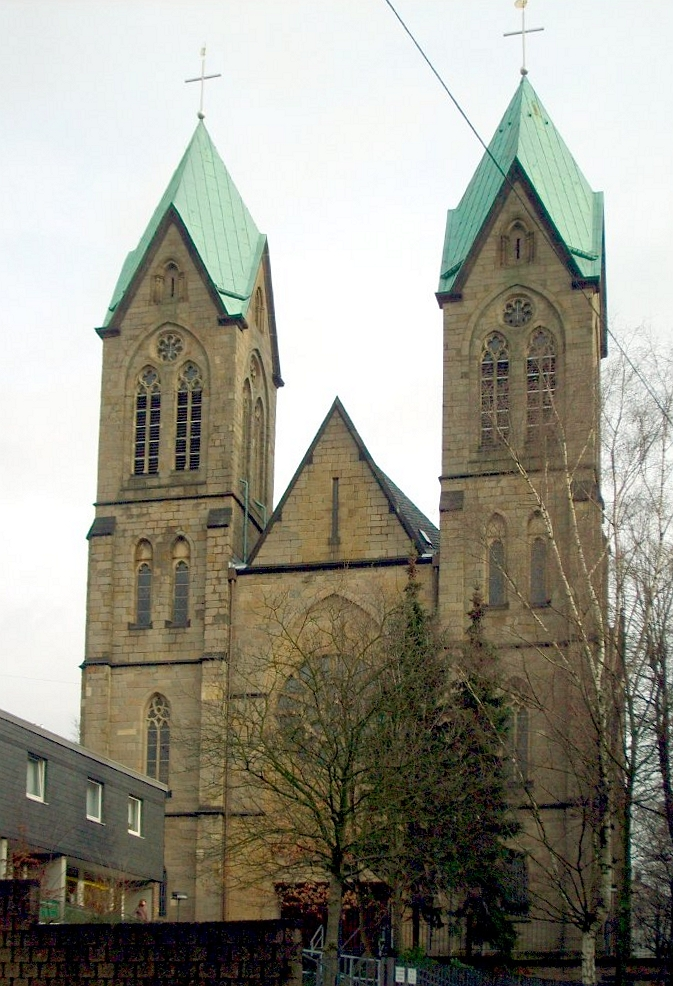
Fassade

Die Kirche St. Johann Baptist im heutigen Wuppertaler Stadtbezirk Oberbarmen ist das zweite für die katholischen Christen Barmens errichtete Gotteshaus.

## Geschichte
Die seit Beginn der Industrialisierung zugezogenen Katholiken in Oberbarmen wurden zunächst durch die Gemeinde St. Antonius betreut. Neubauten der Kirche des Barmer Stadtpatrons der Jahre 1825–1829 und 1869–1883 trugen der im 19. Jahrhundert rasch anwachsenden Bevölkerung Rechnung. Dennoch wurde der Bedarf einer weiteren Pfarrei und Kirche für Oberbarmen deutlich, und 1883 bildete sich um eine katholische Schule in Wichlinghausen ein Kirchbauverein für den Barmer Osten, der bis 1887 die nötigen Spenden für den Erwerb eines Grundstücks gesammelt hatte, das am Krühbusch lag, etwa in der Mitte zwischen den Ortskernen Wupperfelds, Wichlinghausens und Rittershausens. Gerhard August Fischer wurde mit der Planung der neuen Kirche beauftragt; der Bau wurde 1888 begonnen und konnte am 20. November 1890 eröffnet werden. Die Kirche wurde Johannes dem Täufer geweiht, dem Namenspatron des Kölner Weihbischofs Johannes Baudri, der rund 15.000 Mark für den Bau gestiftet hatte. Innerhalb von etwa sieben Jahren folgte die Ausstattung im Innern, so u. a. drei hölzerne neogotische Tafelaltäre, die Ausmalung der Gewölbe, die Orgel und die ursprünglichen vier Glocken.

## Bau
St. Johann Baptist ist eine dreischiffige Hallenkirche des Historismus, deren Architektur sich einer Mischung aus gotischen und romanischen Stilelementen bedient. Der Bau ist nach Osten ausgerichtet. Der Kirche ist eine Zweiturmfassade vorgesetzt. Die beiden viergeschossigen Türme waren bis zum Zweiten Weltkrieg mit spitzen achteckigen Helmen bekrönt, die 52,90 m Höhe erreichten. Zwischen ihnen liegt ein Eingangsrisalit mit Spitzgiebel, der durch ein heute zerstörtes Doppelportal in einen rechteckigen Vorraum zwischen den beiden Türmen führte. Das Satteldach des Langhauses wird von einem zweiten gequert, was ein einschiffiges Querhaus andeutet, dessen Länge jedoch nicht über die Breite der drei Schiffe hinausgeht. Nach Osten schließt das Langhaus mit einem Walm, aus dem der kleinere, rechteckige Chor ragt, mit einem Spitzgiebel ähnlich der Westfassade und den Giebeln an den Enden des Querblocks, der von zwei runden, im Obergeschoss achteckigen Treppentürmchen flankiert ist. Die Ostfassade ist durch eine Maßwerk-Rosette und zwei neugotische Fenster gegliedert, eine gotische Blendarkade in der Mitte umrahmte ursprünglich den Altaraufsatz.
Der Außenkonstruktion entspricht das lichte Innere der Kirche: Dem Vorraum zwischen den Türmen schließen sich drei kreuzgratgewölbte Joche an, wobei die Seitenschiffe etwa die halbe Breite des Mittelschiffs aufweisen. Ein viertes Joch ist etwas länger als die Breite des Mittelschiffs, was eine Vierung mit Querhaus andeutet. Dahinter befindet sich ein kurzes Joch halber Länge, dem sich ein fast quadratischer Chor anschließt. Den Chor umgab ursprünglich ein Säulenumgang mit spitzbogigen Arkaden. Über diesen gliederte ein Sims die Kirche komplett umlaufend horizontal; im Chor waren die Seitenfassaden durch Rosetten und Säulenarkaden im Maß der Altarwand gegliedert, im übrigen Kirchenraum befindet sich eine schmale umlaufende Empore darüber, auf der farblich abgesetzte Halbsäulen die großen Spitzbogenrippen tragen, die die hohen Fenster der Joche umrahmen.
Mehrfach wurde die Gestalt der Kirche verändert: 1941 wurden die hölzernen Altäre entfernt, die Arkaden im Chorraum vermauert und ein marmorverkleideter Altarblock errichtet, den eine Sandsteinskulptur der Kreuzigung krönte. Diese Figurengruppe befindet sich heute südlich des Chores außerhalb der Kirche. Am 13. März 1945 zerstörte ein Bombenangriff das Gebäude bis auf die Grundmauern. Zum Wiederaufbau, der 1950 abgeschlossen wurde, erhielten die Türme flache Zeltdächer. Eine Umgestaltung des Innenraums nach dem Zweiten Vaticanum von 1965 bis 1968 ersetzte die Fenster in der Chorwand durch eine schlichte weiße Mauer, der Hochaltar wurde durch einen Altartisch ersetzt, der in die Mitte des Chores vorgezogen wurde. Außerdem wurde der Eingang zum Vorraum in der Westfassade als schlichte, flache rechteckige Öffnung gestaltet. Neue Kirchenfenster sollten den Raum heller und freundlicher beleuchten. Bei einer Restaurierung 1990–1992 wurde der Innenraum wieder der ursprünglichen Gestalt der Erbauungszeit angenähert, so wurden die Chorfenster wiederhergestellt und 1993 von dem Künstler Clemens Hillebrand gestaltet, die ursprünglichen Spitzbogen des Chorumgangs als Blendarkaden wieder errichtet und die Rippen des Gewölbes wieder im Sinne des Ursprungszustands gestaltet.
Die Kirche verfügt heute über 342 Sitzplätze. Die Kirche steht seit 1993 unter Denkmalschutz.

### Orgel
Die Orgel wurde 1997 als erstes für die Kirche selbst geplantes Instrument nach dem Zweiten Weltkrieg von dem Orgelbauer Siegfried Sauer (Höxter) erbaut. Das Instrument hat 31 Register (2051 Pfeifen) auf drei Manualen und Pedal. Die Spieltrakturen und Normalkoppeln sind mechanisch (wahlweise elektrisch), die Registertrakturen und sonstigen Koppeln sind elektrisch.
| I Hauptwerk C–a3 |               |       |
| 1.               | Bourdon       | 16′   |
| 2.               | Prinzipal     | 8′    |
| 3.               | Offenflöte    | 8′    |
| 4.               | Salicional    | 8′    |
| 5.               | Oktave        | 4′    |
| 6.               | Oktave        | 2′    |
| 7.               | Fourniture IV | 1 ⁄3′ |
|                  | Tremulant     |       |

| II Solowerk C–a3 |           |    |
| 8.               | Gedackt   | 8′ |
| 9.               | Rohrflöte | 4′ |
| 10.              | Flöte     | 2′ |
| 11.              | Cornet V  | 8′ |
| 12.              | Trompette | 8′ |
| 13.              | Clairon   | 4′ |
|                  | Tremulant |    |

| III Schwellwerk C–a3 |                      |        |
| 14.                  | Holzflöte            | 8′     |
| 15.                  | Gambe                | 8′     |
| 16.                  | Voix céleste         | 8′     |
| 17.                  | Fugara               | 4′     |
| 18.                  | Flûte octaviante     | 4′     |
| 19.                  | Nasard               | 2 ⁄3′  |
| 20.                  | Flagéolet            | 2′     |
| 21.                  | Terz                 | 1 3⁄5′ |
| 22.                  | Plein jeu V          | 2′     |
| 23.                  | Trompette harmonique | 8′     |
| 24.                  | Hautbois             | 8′     |
| 25.                  | Voix humaine         | 8′     |
|                      | Tremulant            |        |

| Pedalwerk C–f1 |            |     |
| 26.            | Prinzipal  | 16′ |
| 27.            | Subbaß     | 16′ |
| 28.            | Offenbaß   | 8′  |
| 29.            | Gedacktbaß | 8′  |
| 30.            | Choralbaß  | 4′  |
| 31.            | Bombarde   | 16′ |

- Koppeln
  - Normalkoppeln: II/I, III/I, III/II, I/P, II/P, III/P
  - Suboktavkoppeln: III/I, III/III
  - Superoktavkoppel: III/P

### Glocken
Die Glocken bilden nach der Konfiszierung der beiden älteren Geläute zur Waffenproduktion während der Weltkriege das dritte Geläut der Kirche. Im Jahr 1927 hatte die Glockengießerei Otto aus Hemelingen/Bremen ein vierstimmiges Geläut von Bronzeglocken für St. Johann Baptist gegossen. Das Geläute wog damals fast 11 Tonnen und hatte die Disposition: a0 – c' – d' –e'. Nur die "kleine", dem Hl. Franziskus geweihte e'-Glocke mit 1256 mm Durchmesser und einem Gewicht von 1370 kg hat die Kriege überstanden. In 1982 lieferte die Gießerei Petit & Gebr. Edelbrock eine Marienglocke in c' und die Agnesglocke in d'. So besitzt die Kirche heute ein dreistimmiges Bronzeglockengeläut.